# Knut Axel Posse
Knut Axel Posse, född 19 september 1796 på Bergkvara i Bergunda socken, död 27 juli 1856 i Köpenhamn, var en svensk greve,  militär  och landshövding i Kristianstads län.
Posse, som var son till Arvid Erik Posse, blev major i svenska armén 1833 och överstelöjtnant 1842. Han utsågs till landshövding i Kristianstads län 1853, vilken tjänst han innehade till sin död.
Han var gift med Johanna Vilhelmina Hederstierna och hade med henne fem barn, varav två nådde vuxen ålder.